# Гавайские награды

## Королевство Гавайских островов
Орденами и медалями, ранее вручавшимися правителями Королевства Гавайи, являлись:

### Королевские ордена
- Орден Камехамехи I
- Орден Калакауа I
- Орден Капиолани
- Орден Гавайской короны
- Орден Гавайской короны (восстановлен принцессой Ованой Салазар)[1]
- Орден Звезды Океании
- Орден Домашнего хозяйства (для женщин)[2]

### Королевские медали
- Медаль Церемонии избрания короля Давида Калакауа
- Профессиональный карьерный крест
- Медаль Королевского Гавайского сельскохозяйственного общества
- Медаль коронации Калакауа I
- Медаль «Круглый мир»[2]

### Королевские юбилейные медали
- Медаль Калакауа и Капиолани
- Юбилейная медаль Короля Калакауа I

## Республика Гавайи
Ордена и украшения, ранее присуждаемые Республикой Гавайи:
- Медаль Национальной гвардии Гавайи

## Государство Гавайи

### Государственные награды Гавайи
- Медаль за отвагу Гавайев
- Медаль Гавайев за доблесть
- Орден уважаемой службы Гавайев
- Медаль Гавайев за заслуги
- Почетная медаль Гавайев
- Медаль обслуживания Гавайев (тип 2)
- Медаль за федеральную службу Гавайев (1968 год)

### Другое
- Живые сокровища Гавайских островов были награждены в 1976 году буддийским храмом Honpa Hongwanji Mission of Hawai'i